# 彎鰭若花鱂
彎鰭若花鱂為輻鰭魚綱鯉齒目鯉齒亞目花鳉科的其中一種，分布於中美洲哥斯大黎加及巴拿馬的淡水流域，體長可達5公分，棲息在沙石底質的溪流，屬雜食性，以矽藻及有機碎屑為食，生活習性不明。

## 擴展閱讀
維基物種上的相關：彎鰭若花鱂